# Росси, Оттавио
Росси (Октав Rossi, 1570—1630) — итальянский писатель; был профессором философии в Падуе. Написал: «Rime amorose, lugubri, eroiche, morale etc.» (Брешия, 1612), «Memorie Bresciane» (1616), «Elogi istorici de’ Bresciani illustri» (1620), «Lettere» (1621), «Glorie de’ Francesi» (1629) и др.

## Избранные труды
- Le Memorie Bresciane, opera istorica e simbolica :  [итал.]. — Брешиа : per Bartolomeo Fontana, 1616.